# Plagiogyria falcata
Plagiogyria falcata là một loài dương xỉ trong họ Plagiogyriaceae. Loài này được Copel. mô tả khoa học đầu tiên năm 1907.